# Jacques Gomboust
Jacques Gomboust (1616-1668) est topographe-ingénieur du Roi.

## Biographie
Gomboust est l'auteur d'un plan de Paris publié en 1652 dit « plan de Gomboust ».

« Jacques Gomboust, auquel le roi avait accordé le titre de « son ingénieur pour l'élévation des plans de villes, » fait paraître, en 1652, un plan de Paris et de ses faubourgs beaucoup plus exact et plus soigneusement gravé que les plans exécutés sous le règne précédent. »

— Henri Delaborde, La Gravure depuis son origine jusqu'à nos jours
Deux voies du 1er arrondissement de Paris portent son nom, la rue Gomboust, sise à proximité de l'Hôtel du Saint-Esprit, situé dans la rue Saint-Honoré où le plan de Gomboust a été gravé, et l'impasse Gomboust dans le prolongement de la rue Gomboust au-delà de la place du Marché-Saint-Honoré.
Jacques Gomboust a aussi levé le plan des principales villes de Normandie.

## Plans levés ou gravés par Jacques Gomboust

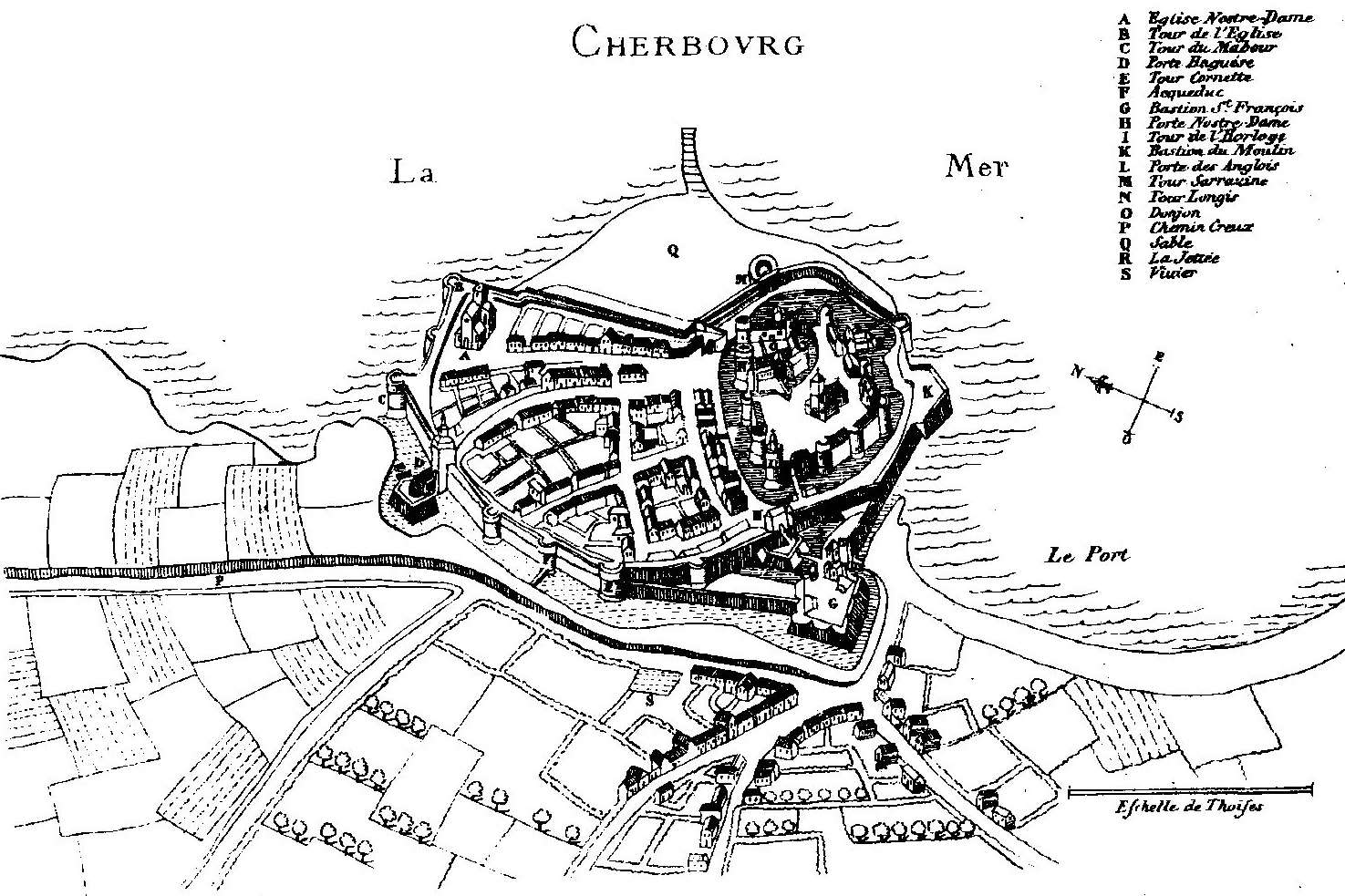
Vue cavalière de la ville de Cherbourg, 1657

- plan de Caen, levé par Gomboust et gravé par François Bignon en 1672[5]
- vue cavalière de la ville de Cherbourg (Cherbourg-Octeville en 2000, Cherbourg-en-Cotentin en 2016 ), en 1657
- plan de Dieppe, gravé par Gomboust, ingénieur du Roy vers 1650[5]
- plan de Granville[5]
- plan du Havre-de-Grâce[5]
- plan de Honfleur[5]
- plan de Paris publié en 1652 dit « plan de Gomboust »
- plan du château de Pont-de-l'Arche[5]
- plan de Rouen en 1655[6]
- gravure du château de Trie en 1655[1]